# Jean Charles-Brun
Pour les articles homonymes, voir Brun.
Jean Charles-Brun, né à Montpellier le 29 décembre 1870 et mort à Paris 14e le 14 octobre 1946, est un félibre et un défenseur de la langue occitane au début du XXe siècle. Il est aussi avant tout connu pour être une des figures du pan-latinisme.
Jean Charles-Brun a été le fondateur de la Fédération régionaliste française en 1900, il en fut le secrétaire général pendant 46 ans jusqu'à sa mort.

## Biographie
Agrégé de lettres à l'âge de 23 ans (il est alors le plus jeune agrégé de France), il enseigne successivement à Saint-Omer entre 1906 et 1910, à Marseille (au lycée Thiers, entre 1910 et 1912), puis à Chartres (Eure-et-Loir), avant d’obtenir sa nomination à Paris, après la Première Guerre mondiale.
En 1918, il est élu majoral du Félibrige.
Il a également été professeur au Collège libre des sciences sociales, où il donne un cours sur “l’Action sociale de la littérature”. Après la Première Guerre, il intervient également à l’Institut des hautes études de droit international (Faculté de droit de Paris), avec un cours sur le fédéralisme.
Oncle paternel de la poétesse Jeanne Burgues-Brun, il a aussi été l'ami et le confident de la poétesse Renée Vivien avec qui il a échangé plus de 500 lettres.

## Choix de publications
- Chants d'éphèbe, 1891
- L'Évolution félibréenne, 1896
- Les Littératures provinciales. Esquisse de géographie littéraire de la France, 1907
- Le Sang des vignes, 1907
- Le Roman social en France au XIXe siècle, 1910
- Le Régionalisme, 1911
- Renée Vivien, 1911
- Histoire du canton de Trie (Hautes-Pyrénées) et particulièrement de la ville de Trie, par Charles Brun, mise au point et complétée par Justin Maumus, 1928
- Mistral précurseur et prophète, 1930
- Costumes des provinces françaises, 2 vol., 1932-1937

- Olivier de Serres, gentilhomme de la terre, 1943
- Chansons du passé du XVe au XVIIIe siècle, édition originale enrichie de vingt lithographies originales d'Antoni Clavé, cinquante et un exemplaires numérotés, Éditions Susse, Paris, 1944